# Stillmore
Stillmore es un pueblo ubicado en el condado de Emanuel, Georgia, Estados Unidos. Según el censo de 2020, tiene una población de 439 habitantes.

## Demografía
En el 2000 la renta per cápita promedia del hogar era de $26,827, y el ingreso promedio para una familia era de $28,625. El ingreso per cápita para la localidad era de $9,623. Los hombres tenían un ingreso per cápita de $26,442 contra $15,250 para las mujeres.

## Geografía
Stillmore está ubicado en las coordenadas 32°26′30″N 82°21′45″O / 32.44167, -82.36250 (32.441609, -82.214484).
Según la Oficina del Censo, la localidad tiene un área total de 8,29 km², de la cual 8,01 km² es tierra y 0,28 km² es agua.